# Різ Лінч
Різ Лінч (англ. Reese Lynch; 20 липня 2001) — шотландський боксер, призер чемпіонату світу серед аматорів.

## Аматорська кар'єра
На чемпіонаті світу 2021 Різ Лінч завоював бронзову медаль, ставши першим шотландським боксером-призером чемпіонату світу.
- У 1/16 фіналу переміг Ашкана Резаі (Іран) — 4-1
- У 1/8 фіналу переміг Адріана Тіама (Іспанія) — 5-0
- У чвертьфіналі переміг Санаталі Толтаєва (Казахстан) — 3-2
- У півфіналі програв Керему Озмену (Туреччина) — 0-5

На чемпіонаті Європи 2022 програв у другому бою Лунесу Амрауї (Франція).
На Іграх Співдружності 2022 став чемпіоном, здобувши п'ять перемог, у тому числі у фіналі над Рішарно Коліном (Мавританій).